# Premeaux-Prissey
Premeaux-Prissey ist eine französische Gemeinde mit 372 Einwohnern (Stand: 1. Januar 2022) im Département Côte-d’Or in der Region Bourgogne-Franche-Comté (vor 2016 Bourgogne); sie gehört zum Arrondissement Beaune und zum Kanton Nuits-Saint-Georges.

## Geographie
Premeaux-Prissey liegt etwa 25 Kilometer südsüdwestlich von Dijon. Umgeben wird Premeaux-Prissey von den Nachbargemeinden Nuits-Saint-Georges im Norden, Quincey im Osten, Argilly im Südosten, Corgoloin im Süden, Comblanchien im Süden und Südwesten sowie Chaux im Westen und Nordwesten.
Durch die Gemeinde führt die Autoroute A31.

## Bevölkerung
| Jahr                       | 1962 | 1968 | 1975 | 1982 | 1990 | 1999 | 2006 | 2011 | 2016 |
| Einwohner                  | 316  | 313  | 375  | 336  | 332  | 373  | 351  | 487  | 403  |
| Quellen: Cassini und INSEE |      |      |      |      |      |      |      |      |      |

## Sehenswürdigkeiten
- Kirche Saint-Marc in Premeaux
- Kirche Saint-Martin in Prissey
- Arboretum
- Schloss Premeaux

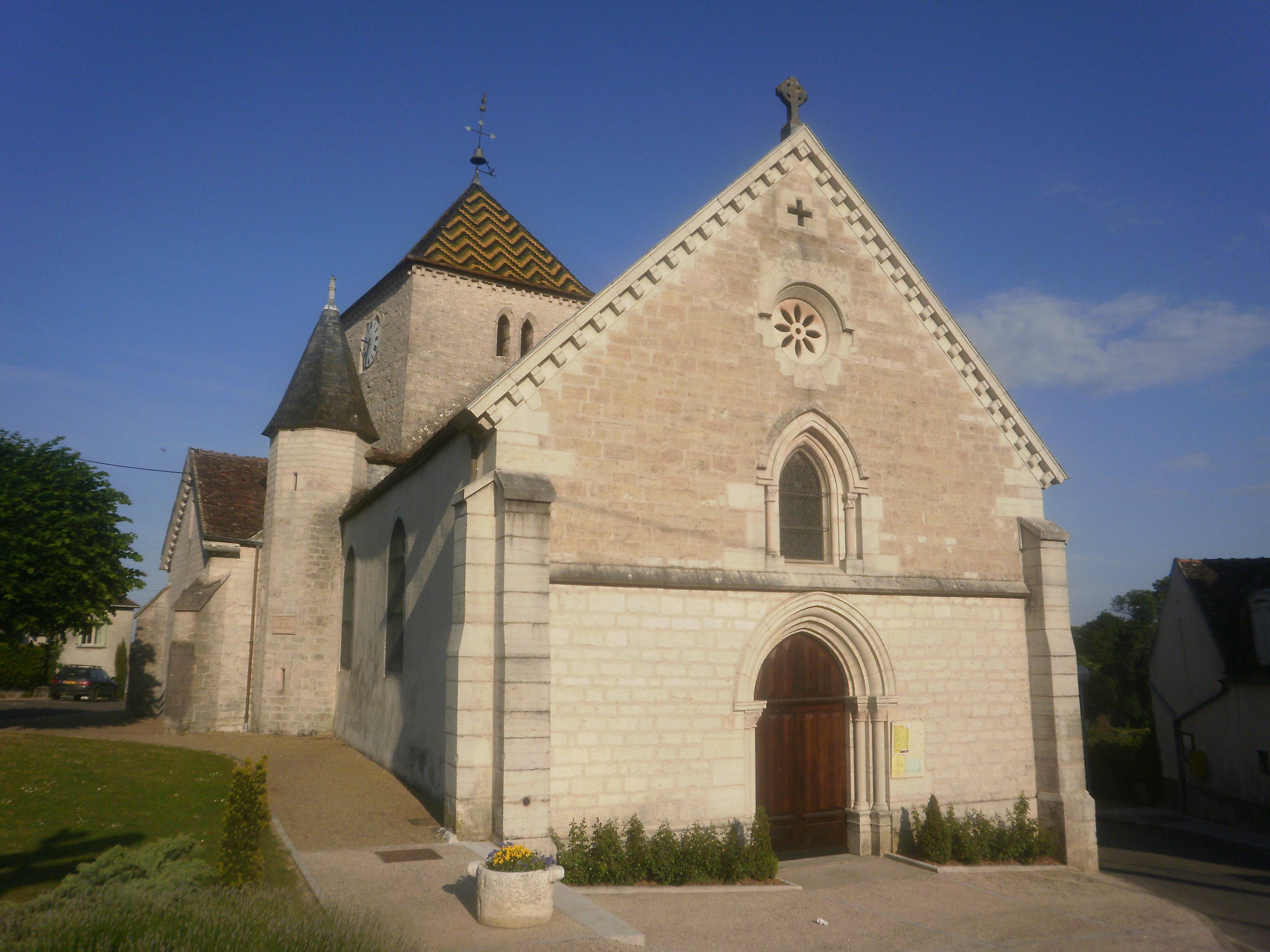
Kirche Saint-Marc von Premeaux
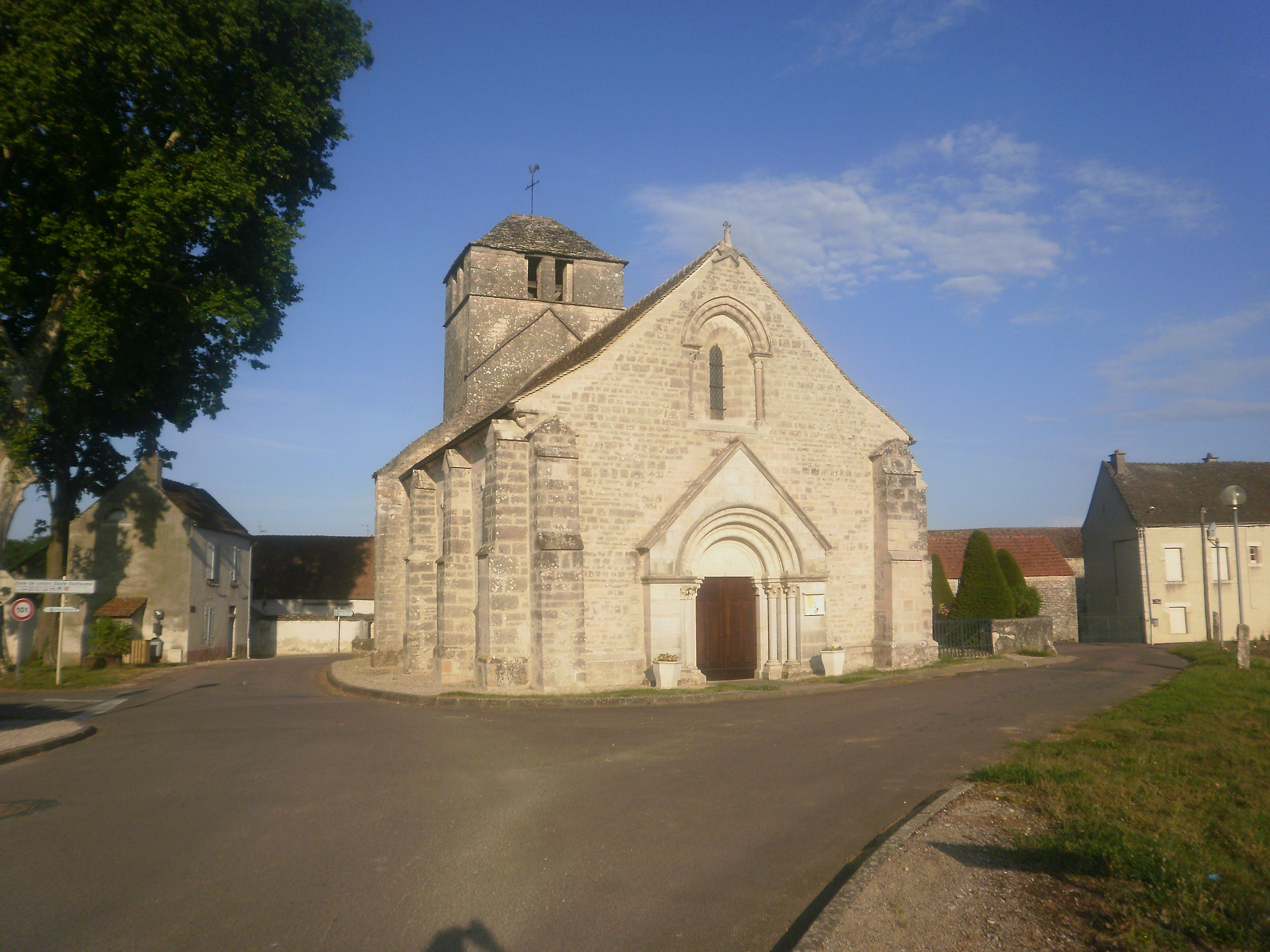
Kirche Saint-Martin in Prissey
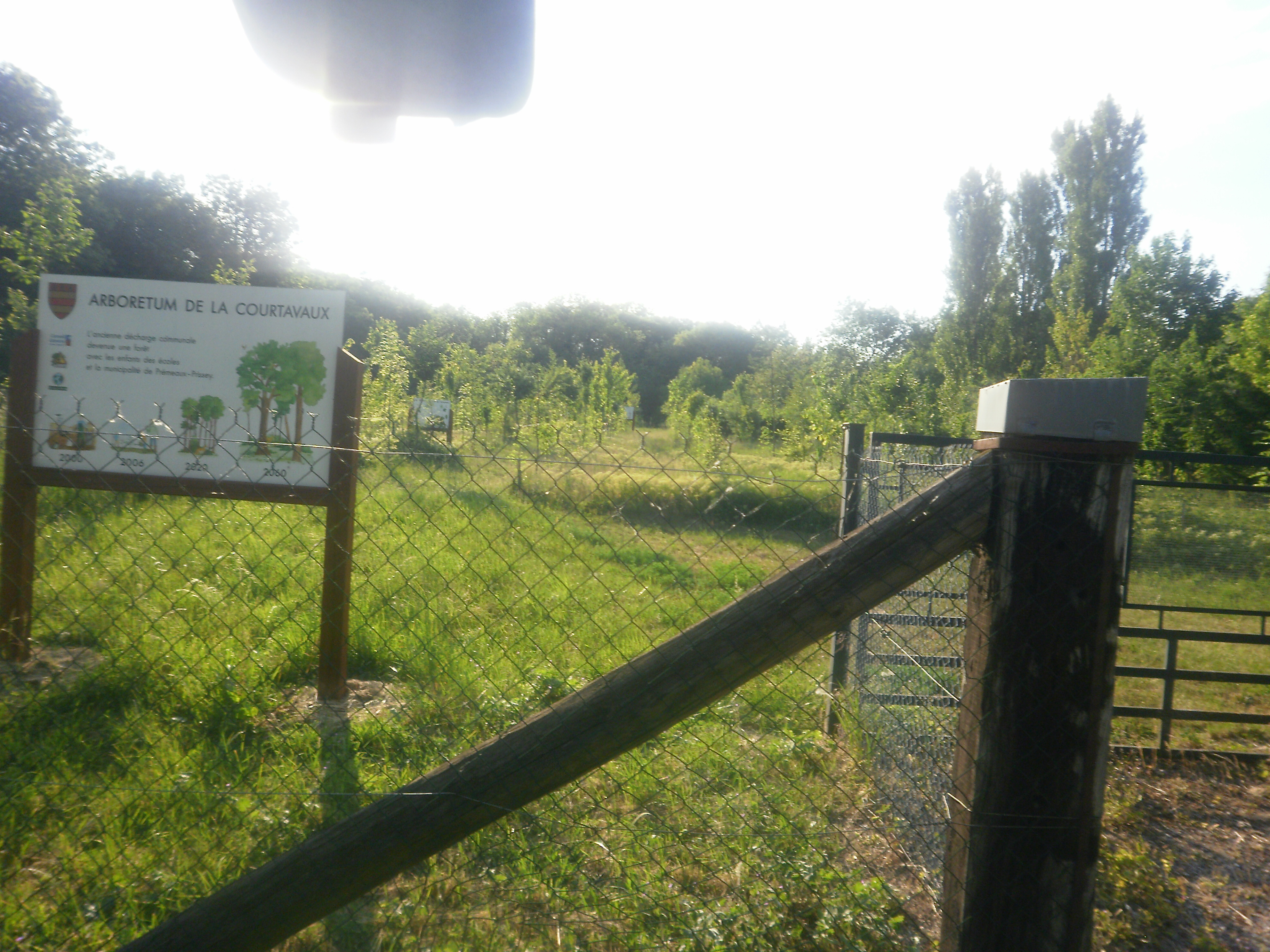
Arboretum
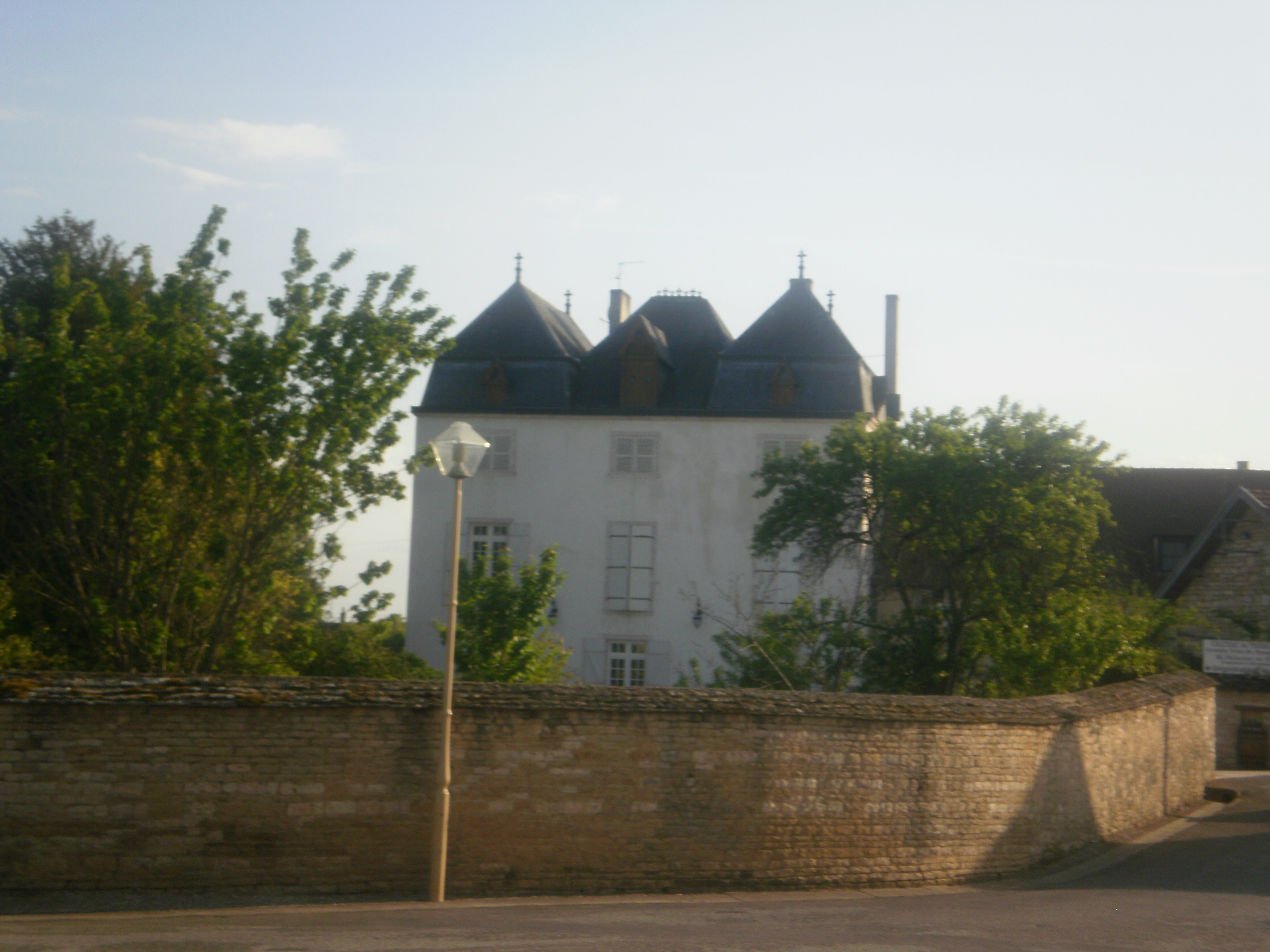
Schloss Premeaux